# Francesco Borrelli
Francesco Pantaleone Borrelli (Papanice, 20 agosto 1941 – Cutro, 13 gennaio 1982) è stato un carabiniere italiano, medaglia d'oro al merito civile alla memoria, vittima della 'ndrangheta.

## Biografia
Nato a Papanice, una frazione di Crotone, Borrelli era un maresciallo capo dei Carabinieri in servizio presso l'8º Nucleo elicotteri di Vibo Valentia.

### L'assassinio
Il 13 gennaio 1982 era nella città di Cutro (KR) fuori servizio ma improvvisamente nella piazza nella quale si trovava vide un'auto e da essa vide uscire dei sicari armati. Capendo all'istante il pericolo si accorse che dal lato opposto della piazza c'era sugli scalini d'un bar del posto il boss Antonio Dragone, obiettivo dell'agguato.
Prontamente, il maresciallo Borrelli per l'incolumità civile iniziò ad urlare per allontanare la gente, ma i sicari iniziarono a far fuoco e lo colpirono mortalmente.
Intanto il boss vero obbiettivo dell'agguato si salvò ed il comandante dei Carabinieri di Cutro fu poi degradato dall'arma per essersi nascosto all'interno del bar.
Il maresciallo Francesco Borrelli al momento della morte era padre di due bambini di 6 e 7 anni.

### Memoria
Francesco Borrelli è ricordato ogni anno il 21 marzo nella Giornata della Memoria e dell'Impegno di Libera, la rete di associazioni contro le mafie, che in questa data legge il lungo elenco dei nomi delle vittime di mafia e fenomeni mafiosi.